# Santa Maria de Vidabona
Santa Maria de Vidabona és una obra del municipi d'Ogassa (Ripollès) inclosa en l'Inventari del Patrimoni Arquitectònic de Catalunya.

## Descripció
Es tracta d'un edifici romànic d'una sola nau amb absis i volta apuntada. La nou de l'absis està separada per un arc triomfal. Tant l'exterior com l'interior són de carreus ben treballats. L'interior es troba enguixat. La porta d'accés, amb arc de mig punt, s'obre cap a migdia. La volta es cobria amb llosses de llicorella.
Al cantó de ponent, vers el segle xviii es construí el cor. L'absis allotja el cambril de la Mare de Déu, també de la mateixa època. A la façana de ponent es troba afegit un edifici (rectoria) en ruïnes.

## Història
De Vidabona, igual que de Saltor, es parla ja el 1004, quan era propietat de Ripoll. Al segle xvi passa a ésser sufragània de la parròquia de Sant Julià de Saltor, fins que al segle xviii esdevé Santuari Marià. Fins al 1936 estava obert al culte, i tenia un aplec molt conegut. Restà abandonat després de 1939 i s'enrunà la seva volta i façana sud el 1969. És en l'actualitat de difícil recuperació.